# Po Saong Nyung Ceng
Po Saong Nyung Ceng (? - 1822) là lãnh tụ của tiểu quốc Panduranga từ 1799 đến 1822.

## Tiểu sử
Po Saong Nyung Ceng (Nam sử gọi là Bộ Đa Kháo hay Nguyễn Văn Chấn / 阮文震) vốn không xuất thân từ vương tộc, ông phụng sự như một quan chức dưới triều Po Ladhuanpuguh. Năm 1790 ông được chúa Nguyễn Ánh phong chức Thuận Thành trấn Thống nhung chưởng cơ, đến năm 1794 thì vinh thăng phó vương. Vào năm 1796, Po Chongchan - lãnh tụ Chăm được triều Tây Sơn ủng hộ - theo quân Tây Sơn tiến công Băl Canar nhưng bị Po Saong Nyung Ceng tạm thời đẩy lui; tháng 10 cùng năm có một người Chăm từng sống ở Kedah tên Tuan Phaow cùng một tù trưởng khác thừa dịp chúa Nguyễn bận công kích nhà Tây Sơn, xách động một cuộc bạo loạn nhằm khôi phục quyền tự trị hoàn toàn cho Panduranga, nhưng cũng bị Po Saong Nyung Ceng dẹp ngay. Năm 1799, vì thể trạng suy kiệt nên Po Ladhuanpuguh băng hà, ông được các đồng sự và cả chúa Nguyễn ủng hộ làm tân vương của Panduranga. Từ đó, đất Panduranga được trưng dụng như một tiền đồn của chúa Nguyễn nhằm ngăn bước tiến của quân Tây Sơn vào đất Gia Định - thủ phủ của quân Nguyễn bấy giờ. vô hình trung, Panduranga bị kẹp giữa hai thế lực Tây Sơn và Nguyễn.
Năm 1802, chúa Nguyễn Ánh dẹp tan được thế lực Tây Sơn, đăng quang Gia Long, để trả ơn thì triều đình cam kết tôn trọng quyền tự trị của Panduranga và địa vị chánh vương của Po Saong Nyung Ceng. Không chỉ vậy, sứ bộ Panduranga được xếp ngang hàng với các sứ bộ Ai Lao và Cao Miên khi triều kiến hoàng đế. Tuy nhiên, địa giới phủ Bình Thuận nằm chồng lấn lên lãnh thổ Panduranga, nên hai bên hiệp thương rằng: Những làng tự nhận gốc Chăm do Panduranga quản lý và các làng khác nhận gốc Việt thì do triều Nguyễn cai quản. Vua Panduranga được toàn quyền lập quân lực riêng, nhưng khi chính quyền trung ương ở Huế gặp nguy biến thì phải có trách nhiệm phò trợ, nhưng trên thực tế thì chưa lần nào triều Nguyễn cần đến sự hỗ trợ của quân lực Panduranga, họ được đánh giá là có sức chiến đấu thấp và số lượng quá ít.
Trên tất cả, sự vãn hồi hòa bình là điều kiện tốt để chấn hưng cuộc sống ở Panduranga. Bên cạnh đó, người Chăm được huy động khai thác gỗ quý cùng một số vật liệu tự nhiên để cống nạp cho việc xây cất kinh đô Huế trong các thời điểm 1807 và 1819. Việc lao dịch cũng như thuế khóa nặng nề chậm điều chỉnh là căn cớ gây nên cuộc bạo loạn của người Churu và Raglai ngay tại Băl Canar vào năm 1808. Đến năm 1820, ở Panduranga lại xảy ra một dịch bệnh gây thiệt mạng cho hàng ngàn người. Những điều ấy đã làm rúng động quyền thế của Po Saong Nyung Ceng. Nhưng vào năm 1822 thì Po Saong Nyung Ceng băng hà, chế độ cai trị của Panduranga lại đứng trước sóng gió mới.

## Gia thất
Không có nhiều cứ liệu về thân nhân của Po Saong Nyung Ceng, ngoài việc một con trai của ông là Cei Phaok The sau này được quan Tổng trấn Gia Định thành Lê Văn Duyệt đưa lên làm vua.

## Dấu ấn
Ariya Po Ceng là một tác phẩm văn vần nằm trong Archives royales du Champa, gồm 136 câu thơ viết bằng Akhar thrah mang ký hiệu CM-17, hiện được lưu trữ tại bảo tàng Société Asiatique de Paris. Ngoài Đại Nam thực lục thì đây là nguồn sử liệu xác đáng về cuộc đời Po Saong Nyung Ceng.
| “         | Mabai di Cam jiéng patao sa jala. Balan pak trun li-aua, bia nao trun hatem. Giận người Chăm một thời làm vua. Tháng Tư vào mùa cày, bắt vương hậu đi cấy. | ” |
| — Câu 114 | |   |